# 간쿠·기슈지 쾌속
간쿠·기슈지 쾌속(일본어: 関空快速・紀州路快速, かんくうかいそく・きしゅうじかいそく 간쿠·기슈지 가이소쿠[*])은 일본의 서일본 여객철도 (JR 니시니혼)에서 운영하고 있는 쾌속 종별 열차 중 하나이다. 오사카 순환선 (오사카 환상선)의 덴노지역에서 한와 선을 경유하여 간사이 공항역까지 운행하며, 기슈지 쾌속으로 운행하는 열차의 경우 기세이 본선 고보역, 가이난역, 기이타나베역, 와카야마역까지 운행하고 있다.

## 개요
한와 선, 간사이 공항선, 오사카 순환선을 연결하는 쾌속 열차로 간쿠·기슈지 쾌속은 열차 애칭이 아니라 야마토지 쾌속, 교토로 쾌속, 단바로 쾌속과 마찬가지로 쾌속 열차 유형이 유일하다.
오사카 순환선에서 쾌속 열차 운행을 시작으로, 간쿠 쾌속의 경우 간사이 공항역까지 운행하고 기슈지 쾌속의 경우 덴노지역, 교바시 역을 출발해 고보역, 가이난역, 기이타나베역, 와카야마역까지 운행한다.

### 간쿠 쾌속
간사이 공항 특급 하루카와 함께 간사이 국제공항 연계 열차로서 오사카 순환선 덴노지역 ~ 간사이 공항역에 한해 간사이 국제공항이 개항한 1994년 9월부터 운행이 개시된 쾌속 열차이다. 차량은 서일본 여객철도 223계 전동차의 0번대와 2500번대가 사용되고 있다. 대낮 시간대에는 간사이 공항역 ~ 오사카역 ~ 교바시 간에 매시간 3편 정도 운전되고 있다. 이 때문에 덴노지역 한와 선 승강장 발착의 열차는 조조와 심야 시간대에만 존재한다. 조조와 심야 시간대를 제외한 모든 열차는 히네노역 이북 전 구간에서 와카야마역 시발 기슈지 쾌속과 병결하여 8량 편성으로 운행되고 있다. 이 경우에는 간사이 공항선 내에서는 4량으로 운전되어 병결 시에는 간쿠 쾌속이 뒷부분, 기슈지 쾌속이 앞부분인 형태로 연결된다. 2008년 3월 15일 시간표 개정 이후에는 덴마역과 사쿠라노미야역에도 정차하게 되어 저녁 이후에는 오사카 순환선을 일주해 덴노지역까지 운전되는 운용이 대폭 증가한다.

### 기슈지 쾌속
와카야마 방면의 관광객 및 통근객의 증대를 도모하고자 이 때까지 교토역 ~ 신오사카역 방면에서 와카야마 방면으로 운행하는 특급 열차에 더하여 1999년 5월부터 신설된 쾌속 열차이다. 오사카 순환선에서 발착하여 덴노지역에서 교바시, 오사카, 니시쿠조를 경유하여 (다만 대부분은 교바시 시발) 운전되고 있다. 간쿠 쾌속과 같이 223계 전동차 0번대와 2500번대가 운용된다. 히네노역 이북에서는 전 열차가 8량 편성으로 기본적으로 히네노역까지는 간쿠 쾌속과 병결 운전을 행하여 히네노역에서 분할과 병결이 이루어진다. 이전에는 출퇴근 시간대에 1~5호차의 5량이 기슈지 쾌속이었으며, 나머지 시간대에는 그 반대였으나 2008년 3월 15일의 시간표 개정에 따라 8량 편성을 간쿠와 기슈지 쾌속이 4량씩 차지하는 형태로 통일되어 시간대에 따라 기슈지 쾌속과 간쿠 쾌속의 연결 순서가 바뀌는 경우도 있다. 휴일 시간표에서 아침의 상행 열차에는 간쿠 쾌속이 병결되지 않은 채 기세이 본선 고보역에서 시발하여 와카야마 역에서 8량으로 증결하여 운행하는 특별한 형태도 있다. 오사카 방면으로 가는 열차의 와카야마 역 ~ 히네노 역 간에는 4량 편성으로 운전되기 때문에 시발역인 와카야마 역에서부터 혼잡해지는 경우가 많다. 덧붙여, 간쿠 쾌속과 기슈지 쾌속의 합동 운행이 시작된 이래 와카야마 방면에서 이용객은 많아졌지만 간쿠 쾌속의 이용객이 감소되었다.

## 운행 형태

### 간쿠 쾌속
덴노지역 … (쓰루하시역·교바시역·오사카역 등을 경유하면서 각역 정차) … 후쿠시마 역 - 니시쿠조역 - 벤텐초역 - 다이쇼역 - 신이마미야역 - 덴노지 역 - 사카이시역 - 미쿠니가오카역 - 오토리역 - 이즈미후추역 - 히가시키시와다역 - 구마토리역 - 히네노역 - 린쿠타운역 - 간사이 공항역

### 기슈지 쾌속
덴노지역 … (쓰루하시역·교바시역·오사카역 등을 경유하면서 각역 정차) … 후쿠시마 역 - 니시쿠조역 - 벤텐초역 - 다이쇼역 - 신이마미야역 - 덴노지 역 - 사카이시역 - 미쿠니가오카역 - 오토리역 - 이즈미후추역 - 히가시키시와다역 - 구마토리역 - 히네노역 (- 나가타키역 - 신게역) - 이즈미스나가와역 (- 이즈미톳토리역 - 야마나카다니역) - 기이역 - 무소타역 - (기이나카노시마역) - 와카야마역 … (이후 각역 정차) … 가이난역/고보역/기이타나베역

### 운행 차량
모든 열차가 스이타 종합차량소 나라 지소에 소속된 서일본 여객철도 223계 0번대, 223계 2500번대, 서일본 여객철도 225계 5000번대, 225계 5100번대를 사용하며, 4량 혹은 8량 편성으로 운행하고 있다.
간쿠 쾌속은 1996년 3월 16일부터 1999년 5월 9일까지 8량 편성으로 중련 운행을 시작했으며 6량 편성의 경우 교바시 역 발착, 2량 편성의 경우 JR 난바 역 발착이 운행하고 있다. 또한 상행 방면 운행 시 히네노역에서 분리하는 열차도 야간을 중심으로 많이 운행되었다. 1999년 5월 10일 다이야 개정과 기슈지 쾌속 신설로 지정석을 폐지하고 5량 편성, 3량 편성으로 중련으로 변경되었고 오사카 순환선 직통 열차 운행 시 히네노역에서 병결 운행을 개시했다. 간쿠 쾌속의 경우 기슈로 쾌속과 병결하지 않는 열차로 운행하는 경우가 있으며 3량 편성, 5량 편성, 6량 편성 (3+3), 8량 편성(5+3)으로 운행했다.
기슈로 쾌속 운전 개시 당시에 간쿠 쾌속과 기슈지 쾌속과 병결 열차의 경우 출퇴근 시간의 경우 5호차까지 기슈로 쾌속, 8호차까지 간쿠 쾌속으로 병결되었고 그 밖의 사간대의 경우 5호차까지 간쿠 쾌속, 8호차까지, 기슈로 쾌속으로 병결이 개시되었다. 또한 저녁 및 주말 시간대 운행 시 간쿠·기슈지 쾌속 열차가 6량 편성 (3+3)으로 운행하기도 했다. 2008년 3월 14일 다이야 개정으로 4량 중련으로 변경되면서 모든 열차가 8량 편성(4+4)으로 운행하기 시작했다.

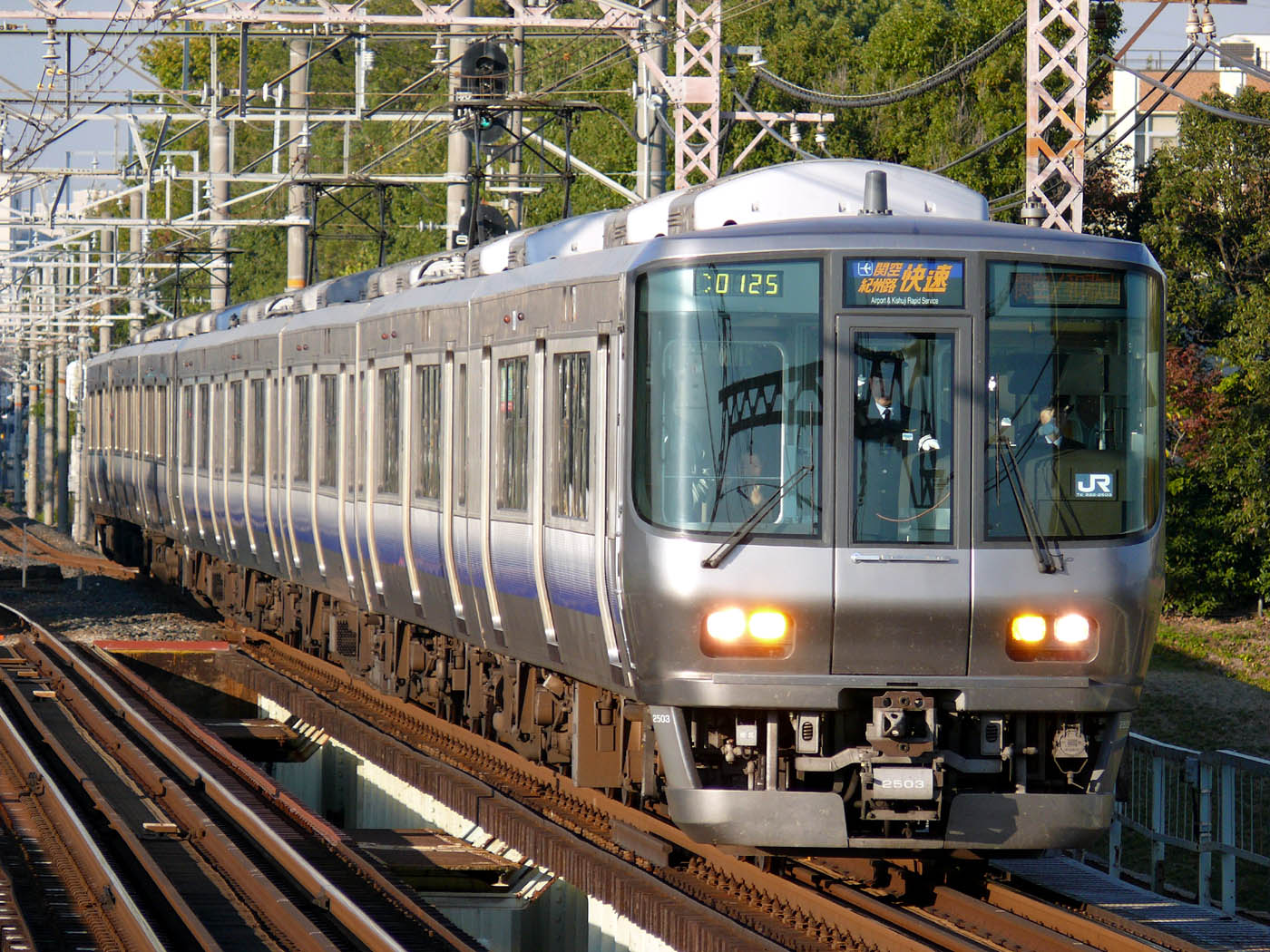
8량 편성(5+3)으로 운행 당시의 간쿠·기슈로 쾌속
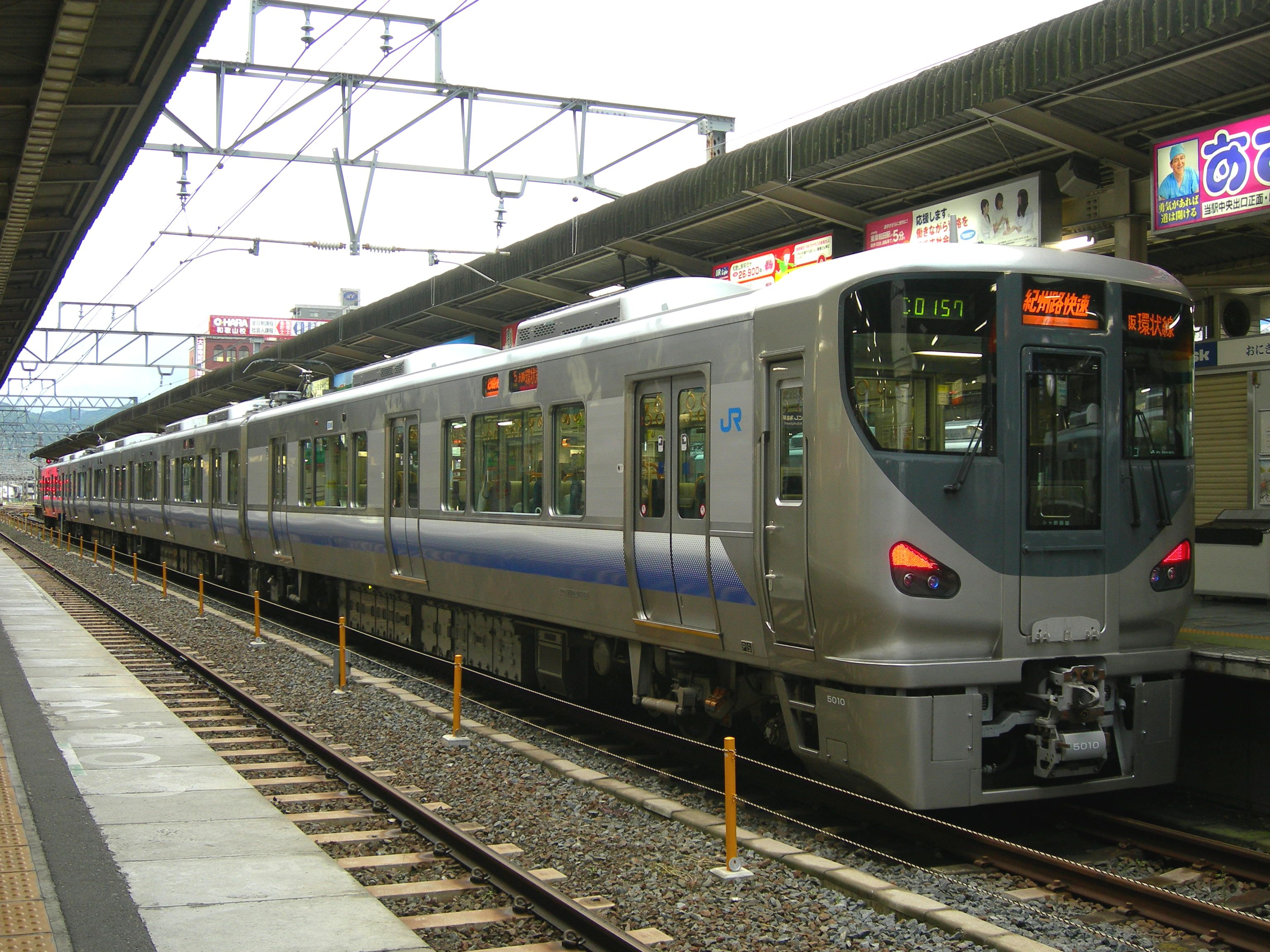
서일본 여객철도 225계 5000번대
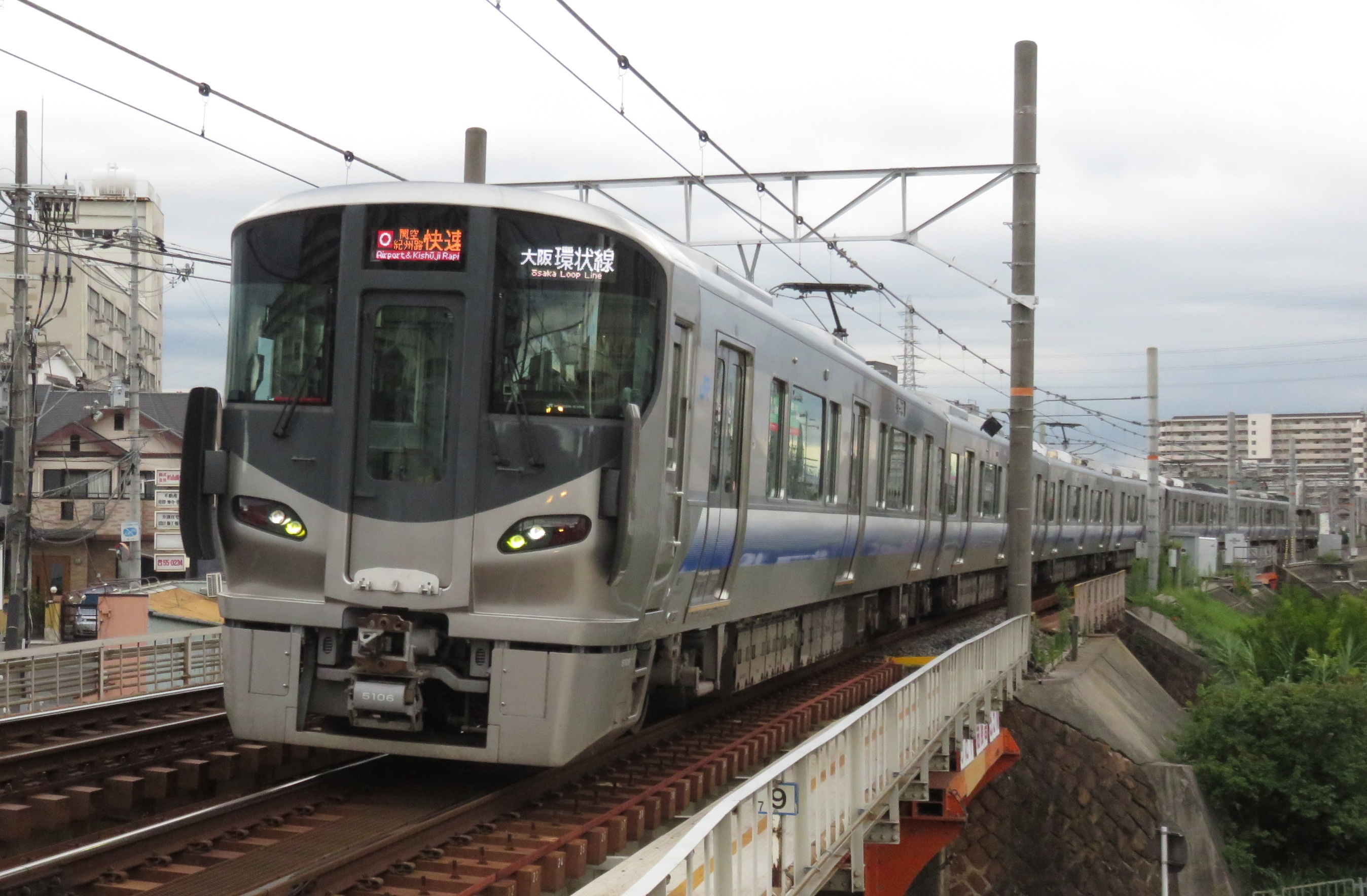
서일본 여객철도 225계 5100번대
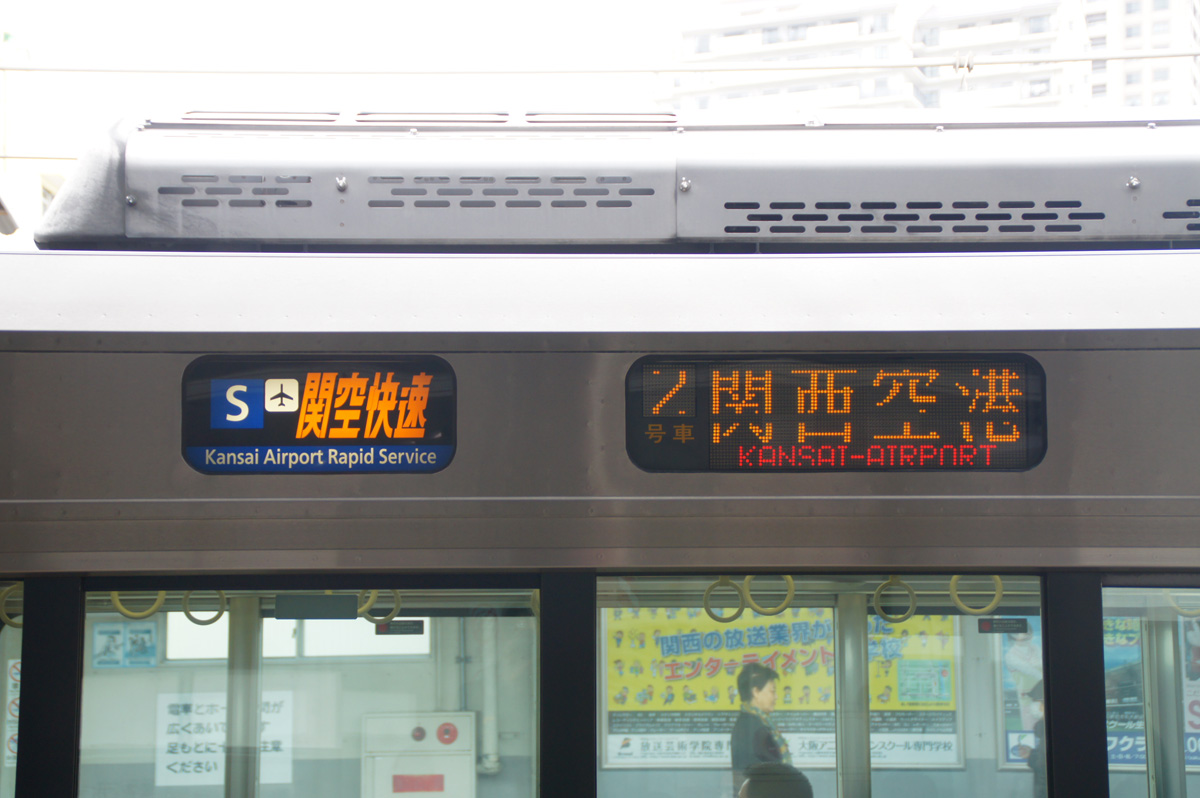
간쿠 쾌속임을 표시하는 행선막.

## 과거 운행 열차

### 간사이 공항 키타윙
1995년 4월 20일 다이야 개정으로 신설된 열차로 1999년 5월 10일 다이야 개정으로 폐지될 때까지 운행했다.
정차역은 오사카역, 덴노지역, 사카이시역, 오토리역, 이즈미후추역, 히네노역, 린쿠타운역만 정차하는 열차로 개설 초기에 상행 6회, 하행 7회로 운행했다가 1996년 3월 16일 다이야 개정으로 교바시 역 발착 열차 증회와 동시에 왕복 7회 운행으로 변경되었다.

### 웨스트 간사이
1995년 12월에 신설된 열차 애칭으로 토요일, 일요일, 공휴일 및 연말 연시와 계절에 한해서 왕복 1회로 운행을 했다. 그러나 간사이 공항역 방면 운행시 오사카역에서 이용하면 매우 우회하고, 히메지역 방면의 경우 오사카역을 정차하지 않았기 때문에 이용객이 매우 적었고 1999년 1월에 운행이 폐지되었다.

## 역사
- 1994년
  - 6월 15일 : 간사이 공항선 개통과 동시에 덴노지역 - 간사이 공항역 구간 쾌속 열차가 1시간에 1대 간격으로 운행을 개시.[2]
  - 9월 4일 : 간사이 국제공항 개항과 동시에 특급 하루카 운행 개시[2]
- 1995년
  - 4월 20일 : 교바시 역 - 간사이 공항역 구간 접근성 개선을 위해 키타윙(일본어: ウイング)호 열차가 운행을 개시[3]
  - 12월 : 히메지역 - 간사이 공항역 임시 특별 쾌속인 웨스트 간사이(일본어: ウエスト関空)호 열차가 운행을 개시
- 1996년
  - 3월 16일 : 키타윙 열차 1회 증회 운행.
  - 3월 23일 : JR 난바 역 지하화 건설 완공이 되면서 오사카 시티 에어 터미널(OCAT) 기능이 확충과 동시에 공항에서 기내 반입 수하물 운송이 실시되었다. JR 난바 역 발착 운행 시 모든 좌석이 지정석으로 운영했으며 JR 난바 역 - 간사이 공항역 구간 운행 시 2량 편성으로 교바시 역 발착의 6량 편성과 병결 운행을 개시했다.
- 1998년
  - 4월 1일 : JR 난바 역 발착 운행 시 간사이 공항 쾌속 좌석 지정석이 폐지.[4]
  - 10월 3일 : 오사카 시티 에어 터미널(OCAT) 기내 반입 수하물 운송 폐지.
- 1999년 5월 10일 : 다이야 개정으로 다음과 같이 변경되었다.
  - 키타윙(일본어: ウイング)호 열차가 운행을 종료하였다.
  - 기슈로 쾌속 열차가 운행을 개시했다.[1]
  - 간쿠 쾌속의 경우 기슈로 쾌속과 중련 운행을 시작했다.
  - 모든 쾌속 열차가 기이역, 무소타역을 정차하기 시작했다.
  - 전 편성이 JR 난바 역까지 연장되었다.
- 2008년
  - 3월 14일 : 모든 열차가 8량 중련으로 변경과 동시에 JR 난바 역 발착 간사이 공항 쾌속 운행 종료.
  - 3월 15일 : 이 날 다이야 개정으로 오사카 순환선 동부 구간을 오가는 모든 간쿠·기슈지 쾌속이 오사카역, 교바시 역 - 덴노지역간 각역 정차 개시.
- 2011년 3월 12일 : 다이야 개정으로 다음과 같이 변경되었다.[5][6]
  - 오전 시간대 운행 시 4회 증회 및 첫차 및 막차 시간대를 제외한 히네노역 - 와카야마역 구간이 전 역 정차로 변경되었다.
  - 이 날부터 기슈로 쾌속이 단독 운행을 개시했고 기세이 본선 쾌속 열차가 운행을 개시했다.
  - 다이쇼 역 정차 개시.
- 2012년 3월 17일 : 다이야 개정으로 다음과 같이 변경되었다.
  - 오전 시간대 운행 시 시착지가 교바시 역에서 덴노지역을 변경되었다.
  - 하행선 1회가 간쿠·기슈지 쾌속으로 변경.
  - 후쿠시마 역 추가 정차 개시.[7]
- 2014년 3월 15일 : 다이야 개정으로 심야 시간대 기슈로 쾌속 운행 시 전역 정차로 변경.
- 2015년 3월 14일 : 다이야 개정으로 다음과 같이 변경되었다.[8][9]
  - 간사이 공항역 방면 운행 시 평일 시간이 변경.
  - 퇴근 시간대 운행 시 간쿠·기슈지 쾌속 운행 시 4회로 증회.
  - 첫차 시간대 운행 시 가이난역 종착 1회 신설.
- 2016년 3월 26일 : 다이야 개정으로 다음과 같이 변경되었다.
  - 막차 시간대 운행 시 간쿠·기슈지 쾌속의 덴노지역 종착 2회가 오사카역으로 연장되었다.
  - 토요일, 휴일 오전 시간대 열차 증회.
- 2018년 3월 17일 : 다이야 개정으로 유아사역 쾌속과 고보역 쾌속을 기슈로 쾌속에 편입했다.

## 같이 보기
- 하루카
- 라피트
- 나리타 익스프레스